# Simona Mai
Simona Mai (* 29. Dezember 1977 in Straubing) ist eine deutsche Schauspielerin.
Mai wurde von 2002 bis 2005 an der Schauspielschule Zerboni ausgebildet. Seit 2008 spielt sie am Chiemgauer Volkstheater und wirkte so in zahlreichen Fernsehaufzeichnungen mit. Auch hat sie kleine Einsätze in Fernsehserien-Episoden. Seit 2014 spielt sie auch bei der Dine&Crime-Theaterproduktion.
Sie lebt in Landau an der Isar.

## Filmografie (Auswahl)
- 2006–2007: Aktenzeichen XY … ungelöst (2 Folgen)
- 2009–2019: Chiemgauer Volkstheater
  - 2009: Ein unvergesslicher Wahlkampf
  - 2009: Der Hauptgewinn
  - 2009: Italienische Zustände
  - 2009: Der Silvesterknaller
  - 2009: Die Jungfernwallfahrt
  - 2009: Da Schippedupfer
  - 2009: Bruno’s Bruder
  - 2009: Auf Opa ist Verlass
  - 2009: Der Bulle von Rosenheim
  - 2009: Weihnachten im Polizeirevier
  - 2009: Weil mir zwoa Spezi san
  - 2011: Da Brezensalzer
  - 2011: Der ledige Hof
  - 2011: Hüttengaudi
  - 2011: Alibi-Bauernhof
  - 2012: Ahoi am Chiemsee
  - 2012: Der Hunderter im Westentaschl
  - 2012: Testament mit Wartezeit
  - 2013: Der Zeitbscheisser
  - 2015: Die Insel-Hupfer
  - 2016: Der Kartlbauer
  - 2017: Voll guat drauf
  - 2018: Ein guter Rutsch
  - 2019: Nicht Öffentlich
- 2014: Weißblaue Geschichten (1 Folge)
- 2015: Mein dunkles Geheimnis – Der Internet Fluch
- 2018: Deutschlands große Clans – Die Adidas Story
- 2020: Watzmann ermittelt (1 Folge)
- 2020–2021: Die Rosenheim-Cops (2 Folgen)